# Сгибеево
Сгибе́ево — станция (населённый пункт) в Сковородинском районе Амурской области России. Входит в городское поселение Рабочий посёлок (пгт) Уруша.

## География
Станция Сгибеево расположена на Транссибе в 85 км к западу от районного центра, города Сковородино, и в 18 км от центра городского поселения, пгт Уруша. Автодорога Чита — Хабаровск проходит в 2 км южнее населённого пункта.

## История
На этой станции в первоначальный период своей деятельности работал будущий начальник Забайкальской ж.д. Александр Иванович Довгялло (1938—2002). Станция основана в 1911 году при строительстве Западно-Амурского участка Транссибирской ж.д.магистрали как разъезд № 35, позже преобразован в станцию Сгибеево.

## Топонимика
Название дано по фамилии первых поселенцев — Сгибеевых. Фамилия Сгибеев образована от слову «изгиб» — гнуть, сгибать концы дуги или лук; согнуть, сложить перелом; отклонить; гибкая вещь от предыдущего направления". Кроме того, от слова сгибен — пирог, обычно согнутый, сложенный пополам, с кашей или с ягодами; изогнутый двойной круг из теста, обвалять в муке. Следовательно, основатель Сгибеев может быть таким фанатом выпечки.

## Население
| 2002 | 2010 | 2012 | 2013 | 2014 | 2015 | 2016 |
| ---- | ---- | ---- | ---- | ---- | ---- | ---- |
| 6    | ↘2   | →2   | ↗3   | →3   | →3   | →3   |
| 2017 | 2018 | 2021 |      |      |      |      |
| ↘2   | →2   | ↘0   |      |      |      |      |

## Инфраструктура
- Станция Сгибеево на Транссибе (Забайкальская железная дорога).